# Mesoleptus concinnus
Mesoleptus concinnus là một loài tò vò trong họ Ichneumonidae.